# Matt Murray
Matthew Murray (*Solihull, Inglaterra, 2 de mayo de 1981),  es un exfutbolista Inglés. Jugaba de portero y su primer equipo fue Wolverhampton Wanderers.

## Selección nacional
Ha sido internacional con la Selección nacional de fútbol de Inglaterra Sub-21. Posee una Hipoplasia en el pectoral derecho.

## Clubes
| Club                    | País       | Año       |
| ----------------------- | ---------- | --------- |
| Wolverhampton Wanderers | Inglaterra | 1999      |
| Wolverhampton Wanderers | Inglaterra | 1999-2000 |
| Kingstonian FC          | Inglaterra | 2000      |
| Wolverhampton Wanderers | Inglaterra | 2000-2006 |
| Tranmere Rovers         | Inglaterra | 2006      |
| Wolverhampton Wanderers | Inglaterra | 2006-2008 |
| Hereford United         | Inglaterra | 2008      |
| Wolverhampton Wanderers | Inglaterra | 2008-2010 |